# Wondrak
Wondrak est une nouvelle posthume de Stefan Zweig; elle sera traduite en français et publiée en 1990.

## Résumé
Le récit débute sur un ton plutôt léger et peu commun à Stefan Zweig. À la fin du XIXe siècle, dans un village reculé de Bohême, un événement étonnant mobilise toutes les conversations. Ruzena Sedlak vient de donner naissance à un enfant. Personne au village ne peut imaginer qu'un homme puisse avoir voulu d'une femme que l'on surnomme « tête de mort » parce qu'elle n'a pas de nez. La simple vue de ces deux orifices noirs au milieu du visage suffirait à rebuter les hommes les plus entreprenants.
Pourtant, ce fils existe et, pour la première fois de sa vie, il donne à la pauvre femme joie et raison d'exister. Vivant loin de tous au fond d'une forêt, elle élève seule son enfant qui, ne voyant jamais personne, ne s'effraie pas du visage de sa mère. Malgré elle, on la somme de le faire baptiser, de l'inscrire sur les registres de l'état civil puis, le temps passant, elle est contrainte de le faire scolariser.
La rustre paysanne maudit l'administration, l'école, l'État qui cherchent à s'emparer de son unique joie de vivre, de son seul enfant, tellement chéri. L'enfant grandit encore et devient presque un homme lorsqu'elle apprend – nous sommes en 1917 – que son fils doit partir à la guerre.
Pétrifiée, révoltée, elle ourdit un plan pour le soustraire aux gendarmes venus le chercher.
Pour préserver l'intérêt du lecteur, la fin n'est pas dévoilée.

## Analyse
Un des thèmes récurrents de Stefan Zweig, la guerre, est ici abordé mais dans la seconde partie du texte. L'angle choisi par l'auteur est très intéressant car, loin d'une démonstration intellectuelle et moralisatrice, la guerre est vue ici par une paysanne rustre, mère d'un fils qu'on veut lui arracher. Avec tout son talent, Stefan Zweig parvient à nous faire partager le désarroi, la peur, le sentiment d'injustice ressentis par son héroïne. Ce texte, avec d'autres participe à son engagement pacifiste.
À noter que le style plutôt gai du début et la description de cette femme si peu gâtée par la nature font penser à Jean-Baptiste Grenouille dans Le Parfum de Patrick Süskind.